# Château de Lapoujade
Pour l’article ayant un titre homophone, voir Château de Lapoujade.
Le château de Lapoujade est un château situé dans la commune de Saint-Vite, dans le département de Lot-et-Garonne.

## Historique
Quand Édouard Ier reprend possession de l'Agenais, en 1279, après le traité d'Amiens, il va entreprendre, vers 1289, de rendre navigable le Lot pour faciliter le transport des marchandises du Quercy vers Bordeaux. Il fait construire onze barrages, ou « payssières », sur le Lot à la fin du XIIIe siècle dans le bailliage de Penne, sur un parcours de 22 kilomètres. Il a chargé son connétable à Bordeaux, d'Angolive, de mettre une somme de 10 000 livres à disposition de maître André pour mener à bien l'entreprise. La construction a été confiée à différents entrepreneurs, souvent des milites castri des environs, des bourgeois ou des ecclésiastiques. C'est ainsi qu'on voit les Lustrac se charger de la construction d'un barrage et du château. Les Paga construisent le barrage de Rigoulières, le curé de Trentels, Bernard de Podio, finance le barrage de la Grimardie. Ces travaux commencés en 1291 vont être réalisés rapidement pour un coût qui n'a pas dépassé 4 000 livres. Ils vont être arrêtés en 1294 quand Philippe le Bel saisi l'Agenais pour ne le rendre au roi d'Angleterre qu'en 1303.
Mais en 1311, à la demande du roi d'Angleterre une enquête est faite sur les barrages par Guillaume Cazes, juge d'Agen. Pour accaparer les droits de péage, les seigneurs des environs ont fait construire à proximité des édifices fortifiés.
Le roi ne réussit jamais à retrouver tous ses droits sur ces barrages. La guerre de Saint-Sardos puis la guerre de Cent Ans va rendre les possesseurs de ces tours de précieux alliés pour l'un ou l'autre adversaire.
En 1372, à la demande du duc d'Anjou, le château a été mis en défense par Raymond de la Pugeade. Face aux falaises des Roques-Gardillou, il se présente alors comme une tour, en pierre au premier niveau et en brique au-dessus, isolée par un fossé d'une enceinte en brique, et précédée d'un pont-levis.
Dans la seconde moitié du XVe siècle un escalier à vis est construit dans la cour. La maison forte appartient alors à la famille La Goutte, seigneurs de La Poujade. Elle est agrandie pendant la première moitié du XVIe siècle. Une galerie de style Renaissance est construite sur la cour, probablement pour Jean de La Goutte, secrétaire du Roi.
Le deuxième étage est tronqué et les percements sont modifiés au XIXe siècle. Une grange-étable est construite sur l'arrière du château.
Le château a été inscrit au titre des monuments historiques le 19 juin 2007,.